# Phoenicurus hodgsoni
Phoenicurus hodgsoni е вид птица от семейство Muscicapidae.

## Разпространение
Видът е разпространен в Бутан, Индия, Китай, Мианмар и Непал.